# Cahela ponderosella
Cahela ponderosella är en fjärilsart som beskrevs av Barnes och Mcdunnough 1918. Cahela ponderosella ingår i släktet Cahela och familjen mott. Inga underarter finns listade i Catalogue of Life.